# Queensland-Felskänguru

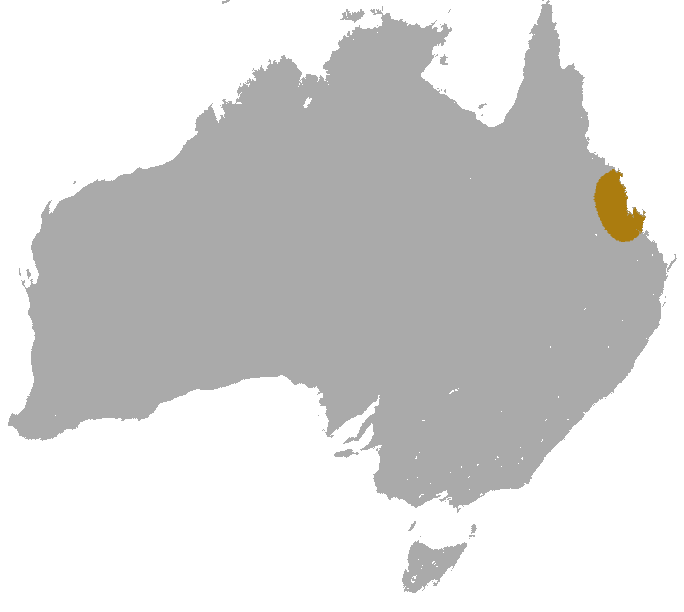
Verbreitungsgebiet des Queensland-Felskängurus

Das Queensland-Felskänguru (Petrogale inornata) ist eine Beuteltierart aus der Familie der Kängurus (Macropodidae).

## Merkmale
Queensland-Felskängurus sind mittelgroße Vertreter der Felskängurus, Männchen wiegen rund 5,0 Kilogramm, während Weibchen durchschnittlich 4,2 Kilogramm erreichen. Ihr Fell ist am Rücken graubraun und am Bauch hellbraun gefärbt, die Färbung kann regional variieren. Die Schulterregion ist oft dunkelbraun, manchmal sind Streifen im Gesicht oder am Rücken sichtbar, häufig sind diese aber unauffällig. Die Hinterbeine sind wie bei den meisten Kängurus lang und kräftig, die Vorderbeine hingegen kurz.

## Verbreitung und Lebensraum
Diese Kängurus sind in Australien beheimatet, ihr Verbreitungsgebiet umfasst das östliche Queensland einschließlich einiger der vorgelagerten Whitsunday Islands. Ihr Lebensraum sind felsige Regionen, die mit offenen Wäldern oder Buschland bestanden sind.

## Lebensweise
Queensland-Felskängurus leben in stabilen Paaren, die Partner teilen oft den Schlafplatz und pflegen sich gegenseitig das Fell. Sie sind nachtaktiv und schlafen tagsüber in Felsspalten oder Höhlen, in der Nacht begeben sie sich auf Nahrungssuche. Dabei fressen sie vorwiegend Gräser und Kräuter. Wie alle Kängurus haben sie einen mehrkammerigen Magen zur besseren Verwertung der schwer verdaulichen Pflanzennahrung.
Nach einer rund 30-tägigen Tragzeit bringt das Weibchen meist ein einzelnes Jungtier zur Welt. Dieses verbringt seine ersten sechs bis sieben Lebensmonate im Beutel der Mutter und wird mit elf Monaten endgültig entwöhnt. Die Geschlechtsreife tritt mit rund 18 Monaten ein.

## Gefährdung
Queensland-Felskängurus sind weit verbreitet und häufig. Es ist keine Bedrohung bekannt, die IUCN listet sie als „nicht gefährdet“ (least concern).